# Wasserkeilhebewerk Fonseranes

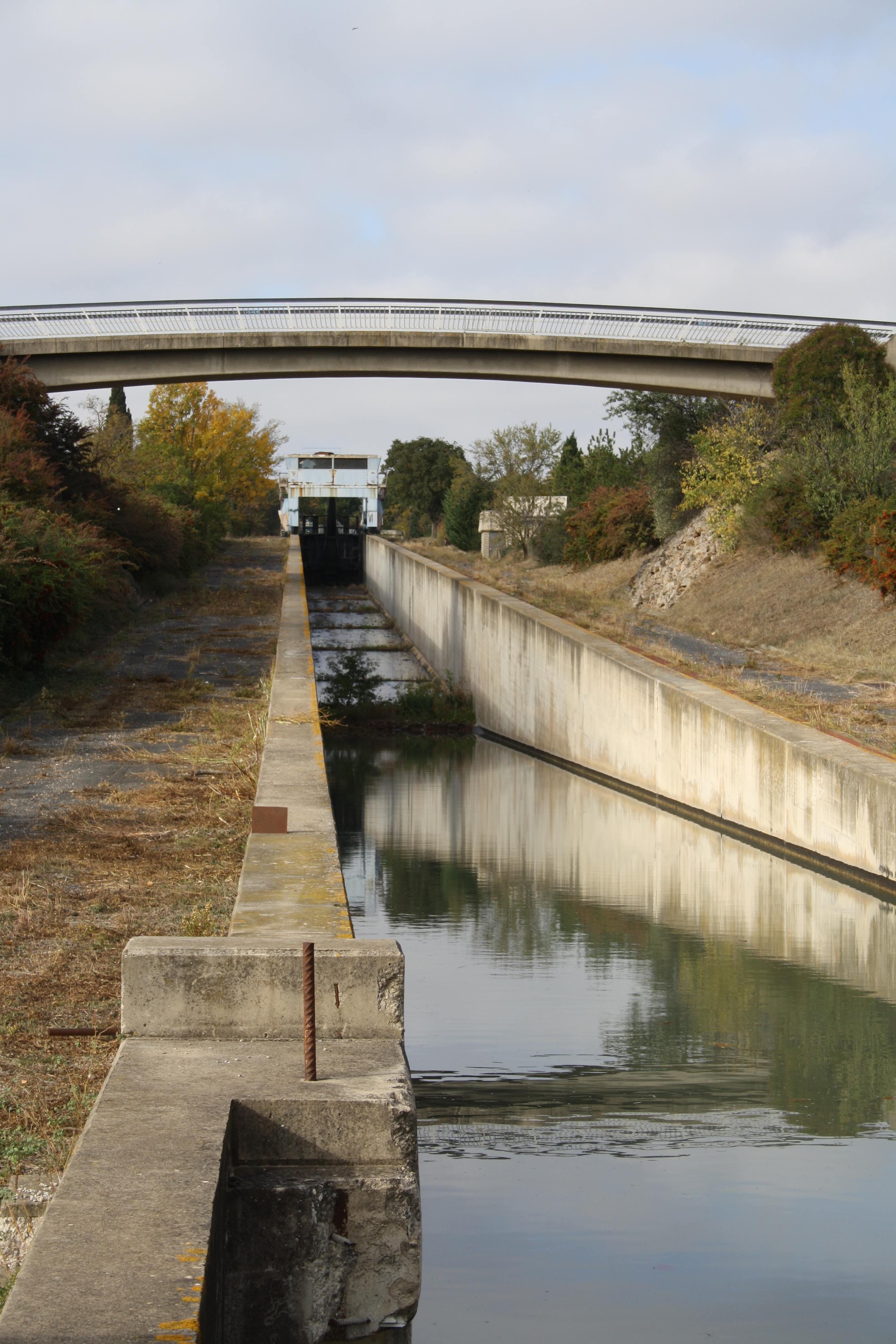
Wasserkeilhebewerk Fonseranes, 2015

Das Wasserkeilhebewerk Fonseranes (französisch Pente d’eau de Fonseranes), auch Wasserkeilhebewerk Béziers (französisch Pente d’eau de Béziers), ist ein Schiffshebewerk am Canal du Midi. Es liegt im Gemeindegebiet der französischen Stadt Béziers im Département Hérault in der Region Okzitanien. Die Anlage wurde, nach dem Wasserkeilhebewerk Montech, als weltweit zweites und zugleich letztes Wasserkeilhebewerk 1983 in Betrieb genommen und im Jahr 2001 stillgelegt.

## Geschichte und Beschreibung

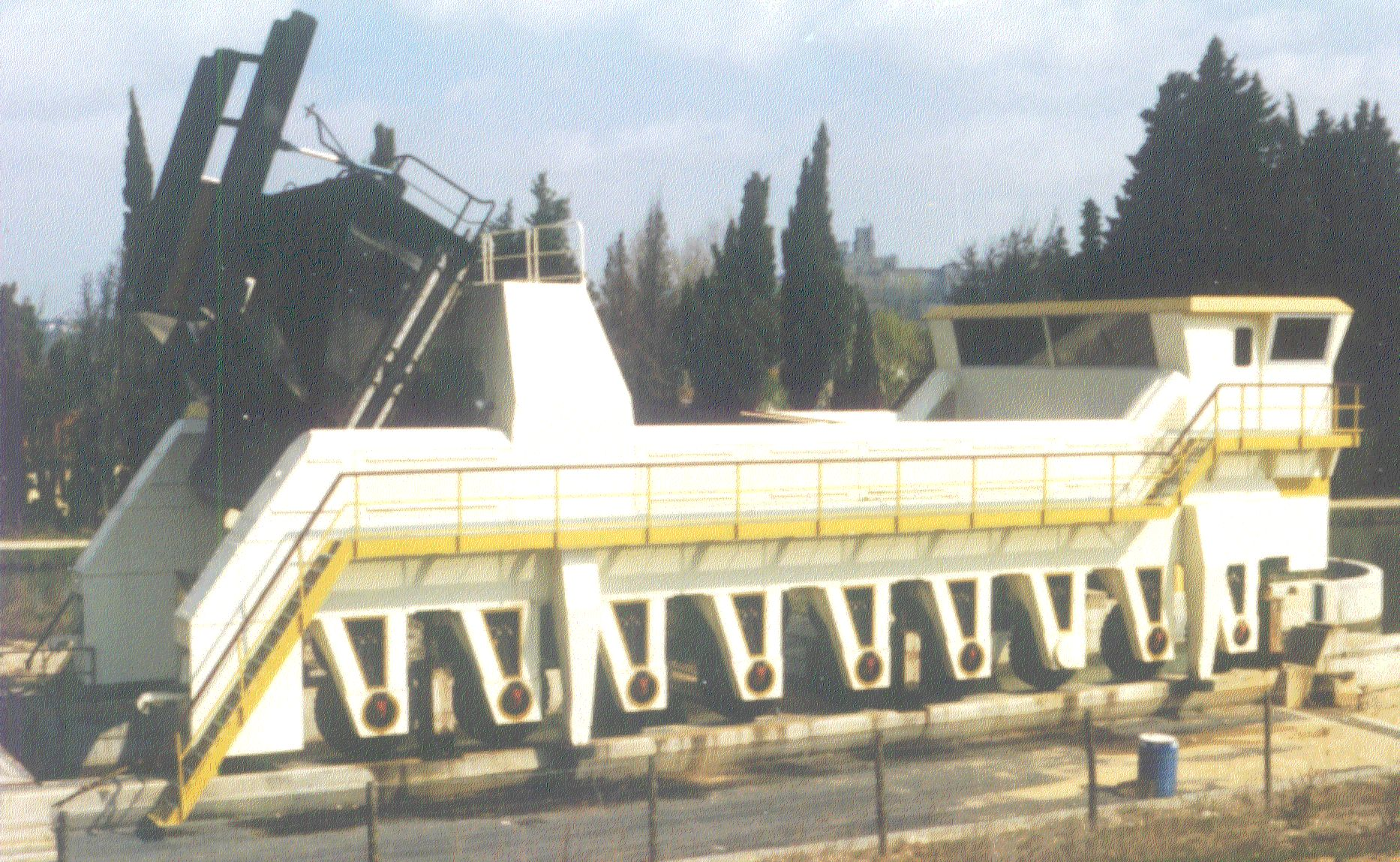
Hebefahrzeug des Wasserkeilhebewerks Fonseranes, 1985

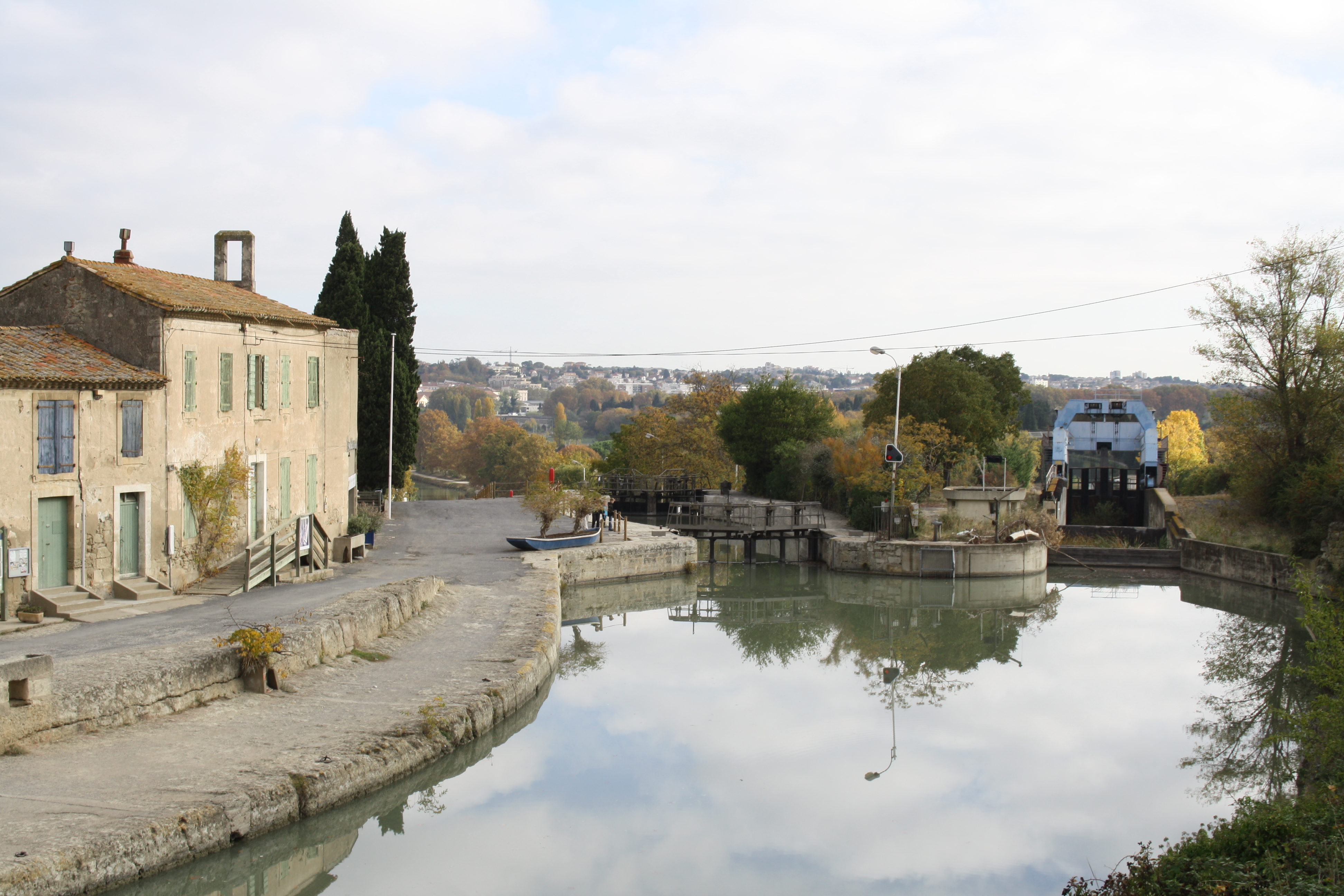
Obere Haltung mit Abzweig zur Schleusentreppe

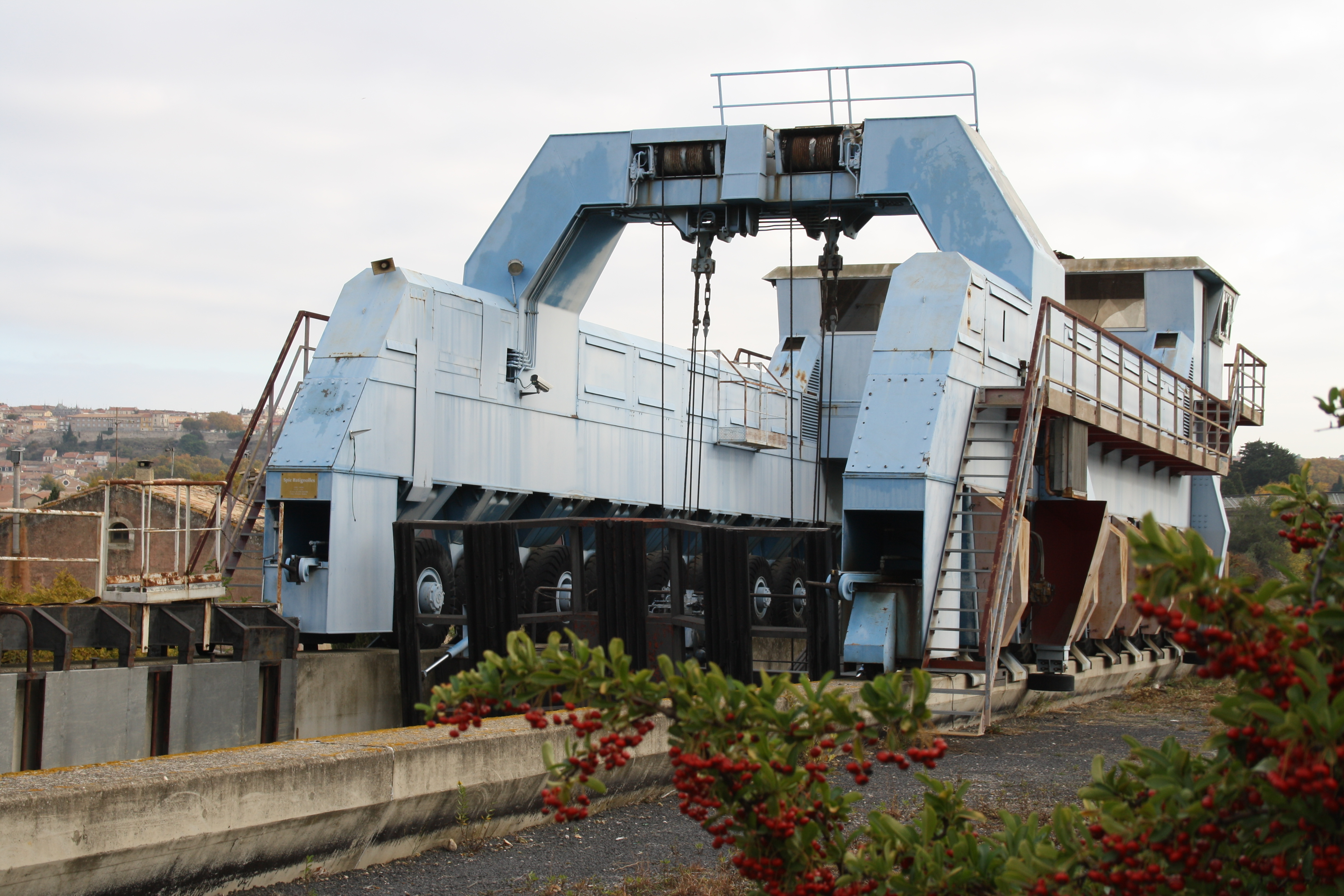
Stillgelegtes Hebefahrzeug, 2015

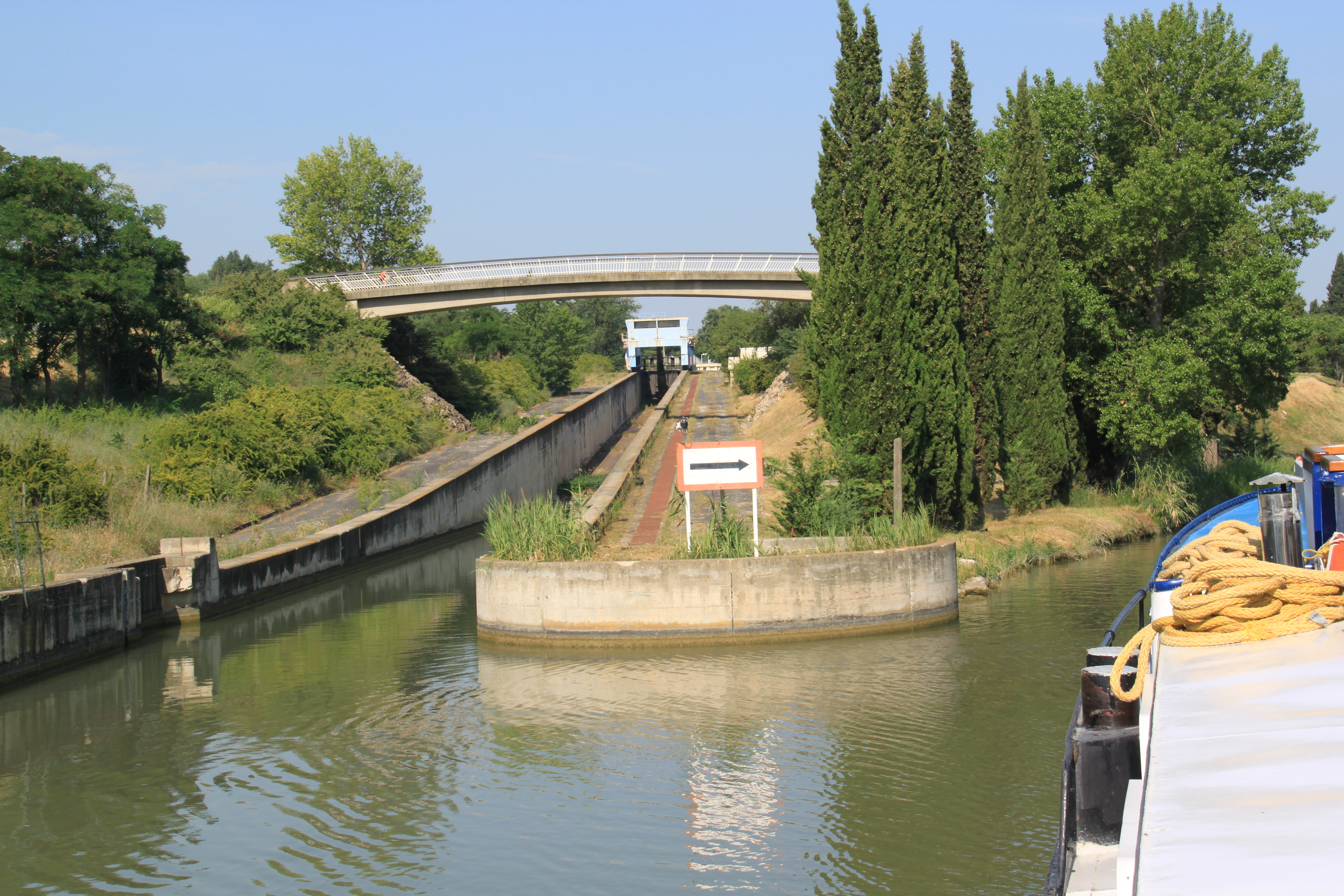
Unteres Rinnenende

Das Wasserkeilhebewerk wurde gebaut, da die parallel verlaufende Schleusentreppe nur mit hohem Zeitaufwand zu passieren war und von den Abmessungen der Schleusenkammern her dem gewerblichen Frachtverkehr nicht mehr genügte. Während zahlreiche Schleusen des Canal du Midi auf das Freycinet-Maß für 38,5 m lange Frachtkähne verlängert werden sollten, entschied man sich in diesem Fall, nach dem Vorbild des 1973 eröffneten Wasserkeilhebewerks Montech, für die Nassförderung in einer geneigten Rinne.
1980 wurde mit dem Bau des Schräghebewerks begonnen, 1983 wurde es eingeweiht. Wie in Montech bewegte ein Hebefahrzeug einen Wasserkeil entlang einer Rinne und überwand dabei einen Höhenunterschied, in diesem Fall von 13,6 m. Der Transport eines Schiffs durch die Rinne dauerte ca. 10 Minuten gegenüber ca. 30 (abwärts) bzw. 45 (aufwärts) Minuten über die Schleusentreppe.
Die Anlage besteht aus einer betonierten Rinne mit konstantem Querschnitt. Diese steigt geradlinig und gleichmäßig mit einer Neigung von 5 % an und weist an beiden Enden jeweils ein Schleusentor auf. Entlang der Rinne bewegt sich das Hebefahrzeug, das vor einem absenkbaren Schild eine keilförmige Wassermasse samt auf ihr schwimmendem Schiff bewegt.
Das elektrisch betriebene Hebefahrzeug ruht auf gasgefüllten Gummireifen, von denen jeweils neun auf Betonbahnen beiderseits der Rinne laufen. Diese erhabenen Bahnen dienen zugleich der Spurführung, die durch vier seitliche, horizontale Führungsrollen gewährleistet ist.
Infolge Auslaufens von Öl aus der Hydraulikanlage des Hebefahrzeugs musste das Hebewerk bereits 1984 wieder stillgelegt werden. Das auf die Betonfahrbahn gelangte Öl führte zu einer reduzierten Haftreibung. Die Anlage wurde technisch überarbeitet, vertragliche und versicherungsrechtliche Probleme waren zu klären. 1987 ging sie ein zweites Mal in Betrieb und arbeitete in jener Saison durchschnittlich an fünf von sieben Tagen. Die Einsätze verringerten sich auf vier von sieben Tagen im folgenden Jahr und auf drei von sieben Tagen im Jahr 1989. Die Wartung zwang zu häufigen Stillständen, die die Verfügbarkeit im Laufe der Zeit zunehmend reduzierten.
Ab 1990 wurde auf „Betrieb nach Anforderung“ umgestellt, in jenem Jahr war das Hebewerk an 68 Tagen in Betrieb. 1995 arbeitete die Anlage nur noch an zwei Tagen, das letzte Schiff wurde 1999 durch die Rinne befördert. Angesichts der hohen Betriebskosten und der geringen Zuverlässigkeit wurde die Anlage am 11. April 2001 stillgelegt.

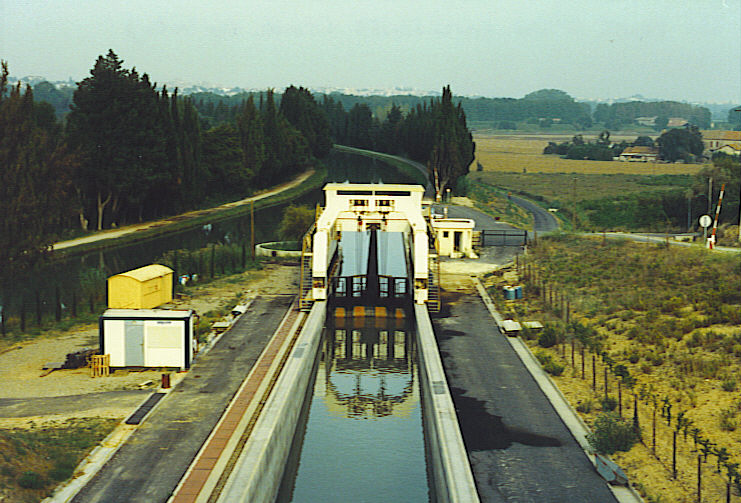
Hebefahrzeug am unteren Rinnenende
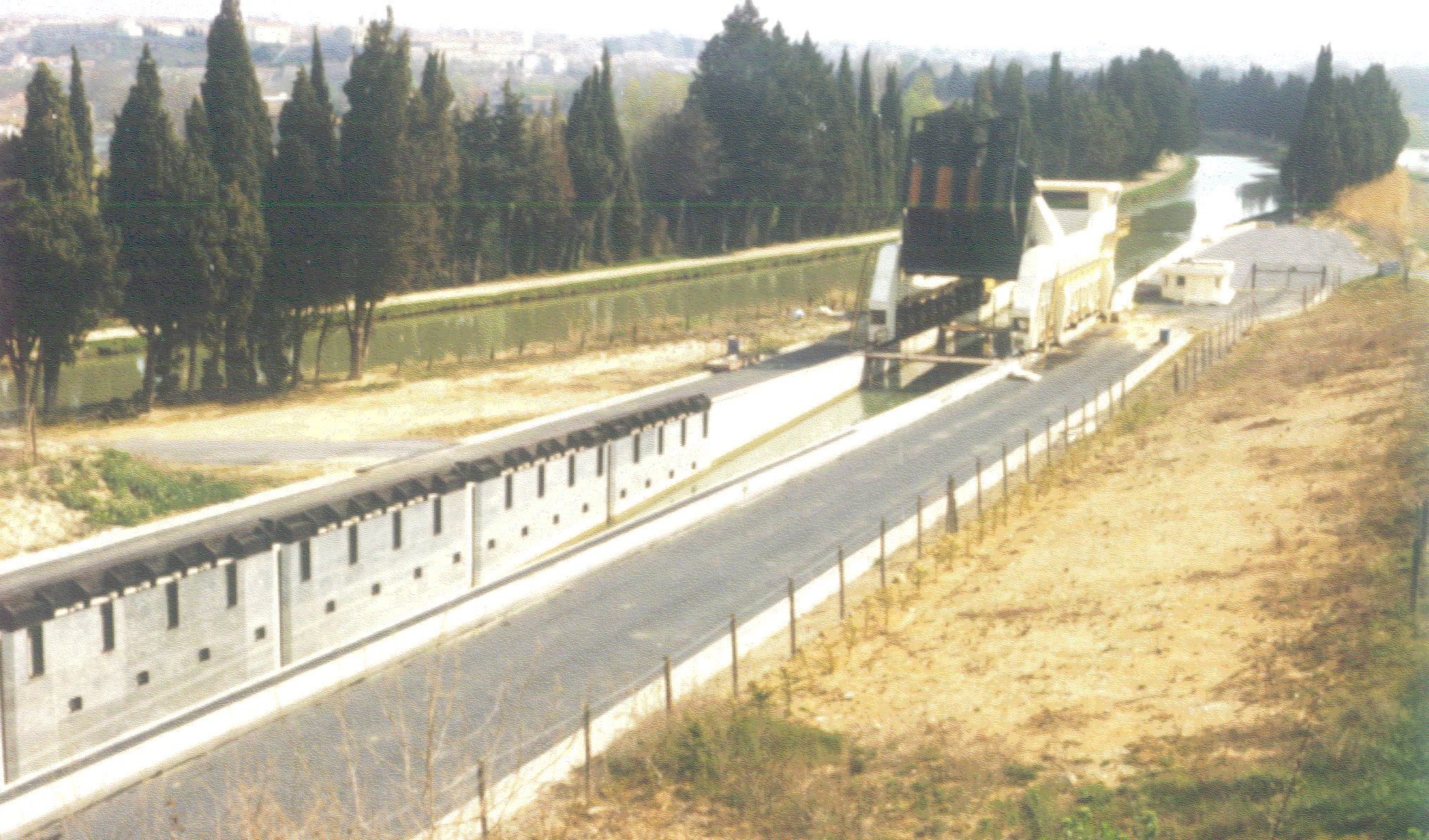
Hebefahrzeug am unteren Rinnenende mit angehobenem Schieber, 1984
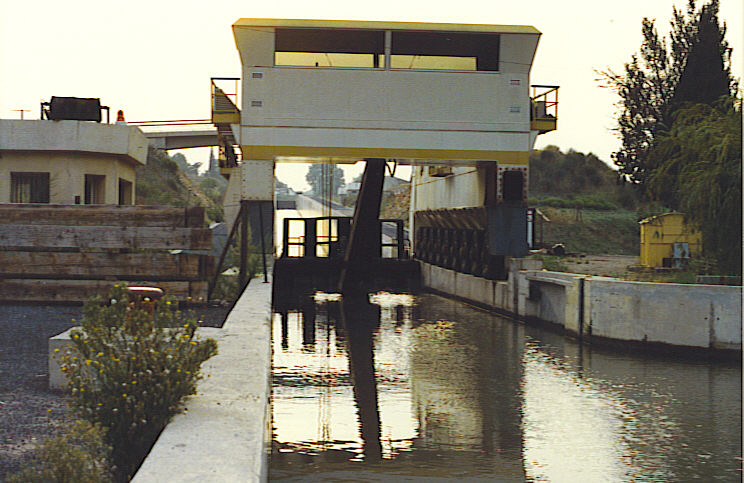
Hebefahrzeug mit gesenktem Schieber am unteren Rinnenende, 1984
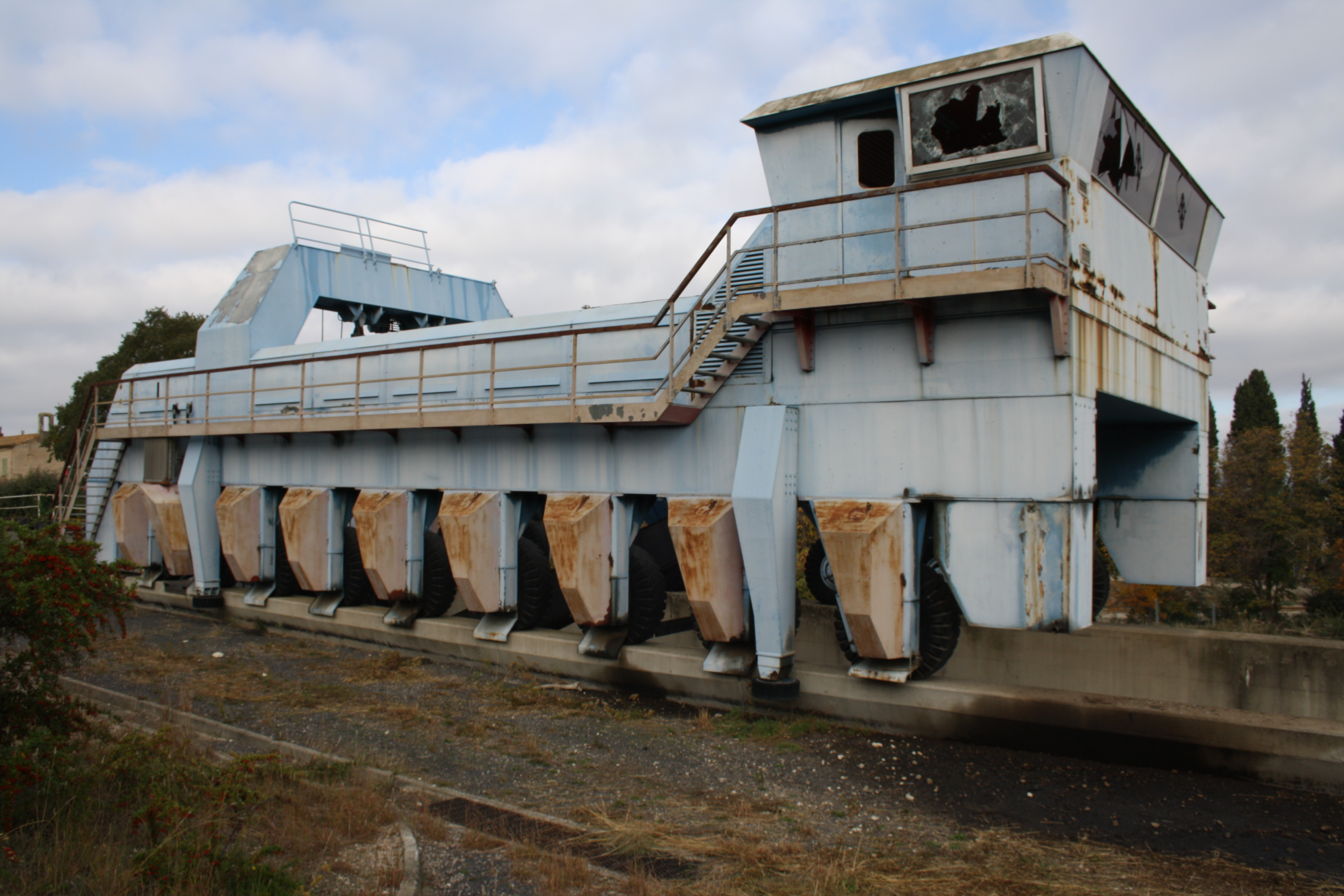
Stillgelegtes Hebefahrzeug – gut zu erkennen sind die seitlichen Führungsrollen
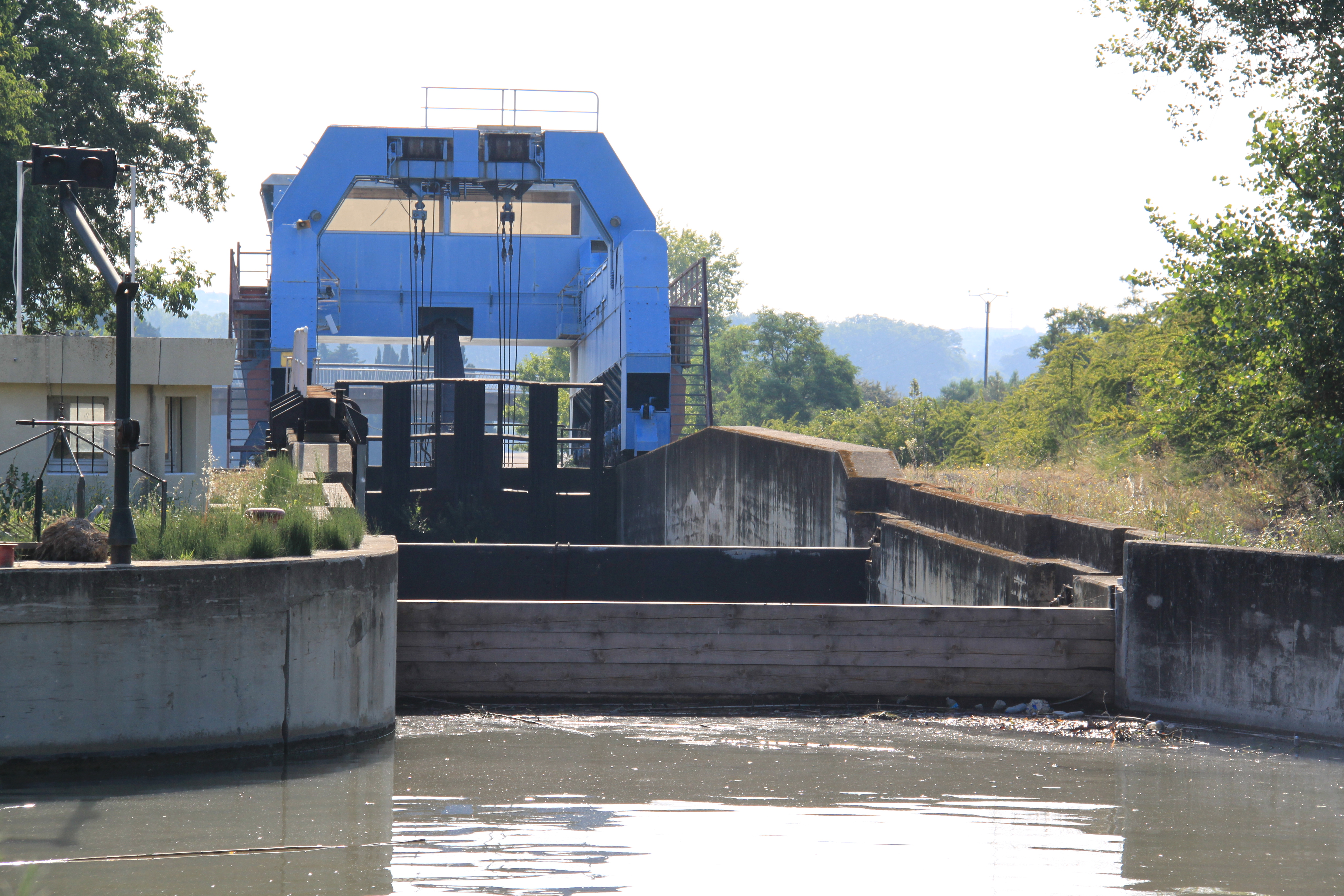
Hebefahrzeug am oberen Rinnenende, die stillgelegte Rinne ist doppelt geschlossen, 2009

## Funktionsprinzip

Schematische Darstellung des Schiebevorgangs auf einer Informationstafel am Wasserkeilhebewerk Montech